# アメリカン・ドラゴン (アニメ)
『アメリカン・ドラゴン』（原題：American Dragon: Jake Long）は、アメリカ合衆国のテレビアニメ。制作はウォルト・ディズニー・テレビジョン。シリーズの最終回は 2007年9月1日にアメリカ合衆国で放送された。
アメリカ合衆国においてはディズニー・チャンネルとトゥーン・ディズニーで放送されている。イギリスではディズニー・チャンネルで放送されている。一方インドではJetixで放送されており、日本ではトゥーン・ディズニー開局まではディズニーチャンネルで、開局後はトゥーン・ディズニー（→ディズニーXD）で放送されていた。

## 制作
en:Jeff Goodeによって製作された。まず、ウォルト・ディズニー・カンパニーは1話当たり30分の話21回分を第1シーズンとして制作するように頼み、無事制作された。
このアニメはイギリスのディズニーチャンネルで2005年1月4日に放送された後、同年1月25日アメリカのディズニーチャンネルでも放送され、2006年2月にはトゥーン・ディズニーでも放送された。このほかにもカナダのファミリーやオーストラリアのSeven Networkでも放送された。なお、ラテンアメリカのディズニーチャンネルでは月曜日から金曜日に放送されており、土日はThe Wonderful World of Disneyの後に放送されている。トゥーン・ディズニーがディズニーXDになった後もシンジゲート放送されることになっている。
ディズニー・チャンネルの『キム・ポッシブル』の監督であるスティーヴ・ローターが第2シーズンの監督を務め、第1シーズンの制作総指揮である Matt NegreteとEddie Guzelianが続投することが知らされた。キム・ポッシブル第4シーズンのリニューアルの際ローターが監督として復帰することになったが、この番組に制作総指揮としてとどまった。
『キム・ポッシブル』で監督を務めたこともあるニック・フィリピが新しくこの番組の監督につくことになる。ローターがスタッフとしてとどまり、キャラクターや世界観などが新しいアニメーションと共に更新された。

## あらすじ
ニューヨーク州に暮らす少年ジェイク・ロンとその家族には秘密があった。それは彼がドラゴン一族の子孫で、ドラゴンに変身できることだった。
ドラゴン一族には、魔法界の生き物を危機から救う任務があり、国ごとにドラゴンがいる。アメリカン・ドラゴンとしてその任に就くことになったジェイクは、師匠でもある祖父のラオ・シー、助手のフー・ドッグと共に危機に立ち向かっていく。

## 登場人物

### ジェイク・ロンとその家族・友人・仲間たち
ジェイク・ロン
声 - ダンテ・バスコ/内山昂輝
主人公。アジア系アメリカ人。ドラゴン一族の子孫であり、赤いドラゴンに変身することができる。趣味はスケートボード。
魔法界の生き物の存在を信じる、学校のハンス・ロトウッド教授（声 - ポール・ラグ/吹替 - 青山穣）にその正体を怪しまれている。
ラオ・シー
声 - キーオン・ヤング/塚田正昭
ジェイクの祖父であり師匠でもある、チャイニーズ・ドラゴン。ジェイクのような西洋風のドラゴンではなく、東洋風のドラゴンに変身する。
電気屋と思しき店を営んでいる。「リロ アンド スティッチ」に出演した際、果物屋のハセガワさんと恋に落ち、「わんわん物語」のパロディを行うなどよく付き合った。
フー・ドッグ
声 - ジョン・ディマジオ/斎藤志郎
600歳のシャー・ペイ。ラオ・シーと長らくコンビを組んでおり、現在も同居している。スポーツや賭け事を好む、中年男性風の性格をしている。
魔法グッズを作り、ジェイクの活動を助ける。皮膚の伸縮性がよく、物を収納することも出来る。「リロ アンド スティッチ」に出演した際、リロに「喋る犬」と驚かれる。
スーザン・ロン
声 - ローレン・トム/きのしたゆうこ
ジェイクの母。竜の血を引いているが、変身能力はない。
ジョナサン・ロン
声 -  ジェフ・ベネット
ジェイクの父。スーザンの一族の秘密に気付いていなかったが、最終的にはそれを知って受け入れた。
ヘイリー・ロン
声 - エイミー・ブルックナー
ジェイクの妹。7歳。ジェイクとは真反対の勤勉な性格である。
ドラゴンに変身できるが、未熟。
トリクシー・カーター
声 - ミス・キティー/園崎未恵
ジェイクの親友。同じく趣味はスケートボード。親の仕事が忙しく、普段は祖母と二人で過ごしている。
ジェイクの秘密を知ったあとは、任務に協力するようになる。
アーサー・“スパッド”・P・スパドンスキ
声 - チャーリー・フィン/羽多野渉
ジェイクの親友。同じく趣味はスケートボード。手品に挑戦するが、こちらはあまり上手ではない。
ジェイクの秘密を知ったあとは、任務に協力するようになる。「リロ アンド スティッチ」に出演した際、試作品に命名する。
Sun Park
声 - サンドラ・オー
ジェイクに家庭科を教えている先生。コリアン・ドラゴンで、ヘイリーのドラゴン・マスターでもある。
制作総指揮のEddie GuzelianとMatt NeGrateによると、彼女は"Homecoming"で死ぬことになっていたが、そのシーンが暗すぎたためカットされた。

### ハンツ・クラン関係者
ローズ / ハンツガール
声 - メイ・ホイットマン/宮島依里
ハンツガールとしてハンツマンの元で修行を積む少女だが、普段は中学生として過ごしている。ジェイクたちの通う学校に転校し、ジェイクと付き合うようになるが、互いに別の生活があるためやきもきしている。ジェイクの正体を知ったあとは、ハンツマンの元を抜け行方をくらます。
実は、腕から手にかけて竜の形をしたあざ（ハンツ・クランの宿命を示す証とされている）が産まれたときからあるため、生後まもなくハンツマンにさらわれていた。両親と双子の姉が、今でもどこかで暮らしている。
ハンツマン
声 - ジェフ・ベネット/中村秀利
魔法界の生き物を狙う、ハンツ・クランの首領。残忍な性格。ドラゴンを非常に忌み嫌っている。ドラゴン評議会からは魔法界で4番目に脅威となる人物とみなされている。
88番・89番
声 - カイル・マッセイ
ハンツガールの去ったあとの、ハンツ・クランの下っ端2人組。マヌケでドジばかり踏むが、アメリカン・ドラゴンの正体を掴み、ジェイクをピンチに陥れる。

### ダーク・ドラゴン関係者
ダーク・ドラゴン
声 - クランシー・ブラウン
ハンツマン去りし後魔法界でもっとも脅威のあるものとなった存在。人間体がテレビに登場したことはない。
影の魔物を作り出すことができる。
ドラゴン評議会
ダークドラゴンのもとで働く秘密団体。
チャン
声 - ローレン・トム
バナナB
声 - アダム・ワイリー
ヒップホップを愛する猿。チャンが脱獄した際、命の危機を感じて彼女を助けた。
Councilor Andam
声 - クラレンス・ウィリアムズ3世 
ドラゴン評議会のメンバー。ケニア出身のアフリカのドラゴン。
Councilor Kulde
声 - ジェフ・ベネット
ドラゴン評議会のメンバー。ノルウェー出身のヨーロッパのドラゴン。
Councilor Omina
ドラゴン評議会のメンバー。アトランティスのドラゴン。
Councilor Kukulkan
ドラゴン評議会のメンバー。中央アメリカのグアテマラ出身。

### その他
エウデュアレ（エウリュアレ）
声 -ヒンデン・ウォルチ/菊池こころ
シルバー
声 - カリ・ウォールグレン/
人魚。ジェイクに助けてもらって以来、彼に協力している。
サラとカーラ
声 - タラ・ストロング
未来を見ることができ、神託を告げることのできる双子の姉妹。
カーラはよい未来を見ることができるが陰気な性格である。一方サラは暗い未来しか見ることができないが、明るい性格である。
第1シーズンでは赤毛の一卵性双生児として描かれていたが、第2シーズンからサラの髪がブロンドになり、カーラの髪が黒く描かれるようになった。
ブラッド・モートン
ジェイク達のクラスメイトでいじめっ子。大男でアメリカンフットボール部に所属しているジョックスで金持ち。
ヴェロニカ
声 - タラ・ストロング
フーに惚れたくも女。ニューヨーク市内で魔法道具店Magus Bazaarを経営している。
Kelpie
声 - ディー・ブラッドリー・ベイカー/
Pooka Pooka
声 - ディー・ブラッドリー・ベイカー/
Jersey Devil
声 - ディー・ブラッドリー・ベイカー/
Maximinus
声 - ディー・ブラッドリー・ベイカー/
サム・スパーク
声 - ジェームズ・アーノルド・テイラー/
ホビー
声 - ダリル・サバラ/
Eli Pandarus
声 - ジョナサン・フリーマン
ウォール街の魔術師。もっとも偉大な魔術師となることを夢見ている。
第1シーズンでは卑屈なところがあったが、第2シーズンではその卑屈さはなくなった。
Danika Hunnicutt
声 - ジェシカ・ディシコ
ジェイクと仲良くなった少女。一時はセイレーンかと疑われたが、本物のセイレーンに操られていただけだった。
Nigel Thrall
声 - アダム・ワイリー
イギリスからの交換留学生。一時はジェイクとライバルだったが、最終的には仲良くなった。

## サブタイトル

### シーズン1
| 話数 | サブタイトル                              | 原題             | 日本放送日     |
| ---- | ----------------------------------------- | ---------------- | -------------- |
| 1    | ドラゴン・アップ!                         |                  |                |
| 2    | 変身!                                     |                  |                |
| 3    | ドラゴン・ブレス                          |                  |                |
| 4    | トロルがやってきた/フー・ドック野球に行く |                  |                |
| 5    | ドラゴンの歯                              |                  |                |
| 6    | 卵を守れ!/ウォール街の魔術師              |                  |                |
| 7    | 聖杯のゆくえ                              |                  |                |
| 8    | 4幕15場                                   |                  |                |
| 9    | ロトウッド教授の大派遣                    |                  |                |
| 10   | ボディ・ガード                            |                  |                |
| 11   | ドラゴン・サミット                        |                  |                |
| 12   | 楽しいキャンプ                            |                  |                |
| 13   | 学校の決戦/ユニコーンを救え!              |                  |                |
| 14   | 本当の美しさ                              |                  |                |
| 15   | スキー旅行                                |                  |                |
| 16   | 結婚式は大騒ぎ                            |                  | 2005年12月3日  |
| 17   | 燃えろ!ドラゴン・フアイア                 |                  | 2005年12月4日  |
| 18   | ハロウィンのパーティ                      |                  |                |
| 19   | フーの留守番                              |                  | 2005年12月10日 |
| 20   | 狩られる者                                |                  | 2005年12月11日 |
| 21   | 香港の夜                                  | Hong Kong Nights | 2005年12月17日 |

### シーズン2
| 話数 | サブタイトル         | 原題 | 日本放送日    |
| ---- | -------------------- | ---- | ------------- |
| 22   | 毒入りのケーキ       |      |               |
| 23   | 砂時計のヒーロー     |      |               |
| 24   | 恐怖の三姉妹         |      |               |
| 25   | 潜入                 |      |               |
| 26   | ファミリービジネス   |      |               |
| 27   | 海から来た敵         |      |               |
| 28   | 家族のクリスマス     |      |               |
| 29   | 脱皮                 |      |               |
| 30   | ドッペルゲンガー     |      |               |
| 31   | 夢の世界             |      |               |
| 32   | 愚者の黄金           |      |               |
| 33   | ラブ・クルーズ       |      |               |
| 34   | テーブル・ウォーズ   |      |               |
| 35   | 特別な頭脳           |      | 2007年2月18日 |
| 36   | ロトウッドのファイル |      | 2007年2月24日 |
| 37   | 悪い子のヘイリー     |      | 2007年2月24日 |
| 38   | 取り替えっこ         |      | 2007年2月25日 |
| 39   | 家族によろしく       |      | 2007年2月25日 |
| 40   | キャンプ場の幽霊     |      | 2008年1月26日 |
| 41   | 子供の心             |      | 2008年1月26日 |
| 42   | 魔法の選挙戦         |      | 2008年1月26日 |
| 43   | サイレンの歌         |      | 2008年1月26日 |
| 44   | 不思議なカエル       |      | 2008年2月2日  |
| 45   | お正月は大騒ぎ       |      | 2008年2月9日  |
| 46   | 大切な仲間           |      | 2008年2月16日 |
| 47   | 人生のゲーム         |      | 2008年2月23日 |
| 48   | 父と息子             |      | 2008年3月1日  |
| 49   | 魔法界の敵           |      | 2008年3月8日  |
| 50   | ジェラシー           |      | 2008年3月15日 |
| 51   | 人間として           |      | 2008年3月22日 |
| 52   | 香港の旅             |      | 2008年3月29日 |

## 他作品との関連
- ジェイク・ロン、スパッド、トリクシー、ラオ・シー、フー・ドッグがアメリカ合衆国で2005年7月1日に放送されたリロ・アンド・スティッチ ザ・シリーズの "Morpholomew"（モーフォロミュー登場回）にゲスト出演した。
- 競合局であるカートゥーン ネットワークの日本未公開作品「en:The Life and Times of Juniper Lee」の主人公en:Juniper Leeは、今作の主人公ジェイク・ロンに似ているところが多々あり、en:The Life and Times of Juniper Leeという作品自体が今作と対照的な位置にある作品とみなされている。

## 日本語版制作スタッフ
- 翻訳 - ?
- 演出 - 松岡裕紀[4]
- 調整 - 日比野洋規[5]
- 制作 - スタジオ・エコー